# Singularité de Schwarzschild
 (mai 2018).
Si vous disposez d'ouvrages ou d'articles de référence ou si vous connaissez des sites web de qualité traitant du thème abordé ici, merci de compléter l'article en donnant les références utiles à sa vérifiabilité et en les liant à la section « Notes et références ».
La singularité de Schwarzschild est le comportement divergent de la métrique de Schwarzschild quand {\displaystyle ~r=R_{s}~}. 
Il ne faut pas la confondre avec la singularité gravitationnelle d'un trou noir.
Cette singularité n'est qu'apparente : elle se manifeste dans l'expression classique de cette métrique, mais pas dans d'autres. On considère donc que c'est une singularité mathématique pour la métrique classique de Schwarzschild, mais que ce n'est pas une singularité physique. Différents changements de notations ont été proposés pour le montrer, par exemple les coordonnées de Lemaître ou de Kruskal-Szekeres. Une autre démarche est possible avec les coordonnées isotropes, présentant des avantages et des inconvénients. 
Par contre, certaines propriété physiques qui s'y manifestent font qu'on nomme cette région de l'espace horizon de Schwarzschild ou horizon des événements.
Avec les coordonnées de Lemaître ou de Kruskal-Szekeres, on conclut à l'existence d'un effondrement du trou noir en une singularité centrale (pour {\displaystyle ~r=0~}).

## Notationsclassiquespour la métrique de Schwarzschild dans le vide
Avec la convention de signature “spatiale” (+ - - -) la métrique,, utilisant la coordonnée radiale {\displaystyle r} “classique” peut s'écrire sous la forme :
{\displaystyle ds^{2}=A(r)~c^{2}dt^{2}-B(r)~dr^{2}-r^{2}d\theta ^{2}-r^{2}\sin ^{2}(\theta )~d\phi ^{2}}
avec : {\displaystyle ~A(r)={\Big (}1-{\frac {R_{s}}{r}}{\Big )}~} ; {\displaystyle ~B(r)={\Big (}1-{\frac {R_{s}}{r}}{\Big )}^{-1}} ; {\displaystyle ~R_{s}={\frac {2GM}{c^{2}}}~} (rayon de Schwarzschild).
Cette métrique semble présenter une singularité spatiale pour {\displaystyle ~r=R_{s}~} mais cette valeur n'est jamais atteinte pour un astre “normal” en équilibre : le rayon de Schwarzschild correspondrait à des points à l'intérieur de l'astre et l'expression de la métrique y est différente.
Le cas hypothétique d'un astre “effondré” pour lequel cette limite serait extérieure correspond au “trou noir de Schwarzschild”.
Dans ce cas, outre la divergence pour {\displaystyle ~r=R_{s},~} l'interprétation semble rendue délicate au-delà de la “pseudo-singularité” {\displaystyle ~{\text{(}}r<R_{s}~{\text{?)}}~} car la variable {\displaystyle ~t~} semble ne plus être du genre temps ({\displaystyle A~} semble changer de signe) et la variable {\displaystyle ~r~} semble ne plus être du genre espace ({\displaystyle B~} semble changer de signe).
Plusieurs changements de notations ont été proposés pour contourner cette difficulté, en particulier les coordonnées de Lemaître ou de Kruskal-Szekeres.
Une autre démarche est possible avec les coordonnées isotropes, présentant des avantages et des inconvénients.

## Étude en coordonnées isotropes

### Notationsisotropes
En utilisant la coordonnée radiale “isotrope” {\displaystyle {\underline {r}}} la métrique précédente peut s'écrire sous la forme,, :
{\displaystyle ds^{2}=A({\underline {r}})~c^{2}dt^{2}-{\underline {B}}({\underline {r}})~(d{\underline {r}}^{2}+{\underline {r}}^{2}d\theta ^{2}+{\underline {r}}^{2}\sin ^{2}(\theta )~d\phi ^{2})}
avec : {\displaystyle ~A({\underline {r}})={\Big (}{\frac {{\underline {r}}-{\underline {R}}_{s}}{{\underline {r}}+{\underline {R}}_{s}}}{\Big )}^{2}} ; {\displaystyle ~{\underline {B}}({\underline {r}})={\Big (}1+{\frac {{\underline {R}}_{s}}{\underline {r}}}{\Big )}^{4}~} ; {\displaystyle ~{\underline {R}}_{s}={\frac {GM}{2c^{2}}}={\frac {R_{s}}{4}}}.
Cette formulation de la métrique est dite “isotrope” car la partie spatiale est proportionnelle à {\displaystyle ~(d{\underline {r}}^{2}+{\underline {r}}^{2}d\theta ^{2}+{\underline {r}}^{2}sin^{2}(\theta )~d\phi ^{2})~} qui correspondrait à un espace plat (donc isotrope).
Le changement de variable correspond à :
{\displaystyle r={\underline {r}}~.{\Big (}1+{\frac {{\underline {R}}_{s}}{\underline {r}}}{\Big )}^{2}~} ; {\displaystyle ~~{\underline {r}}={\frac {r}{2}}~.\left({\Big (}1-{\frac {R_{s}}{2r}}{\Big )}\pm {\sqrt {1-{\frac {R_{s}}{r}}}}~\right).}
Ces relations permettent de vérifier la correspondance : {\displaystyle ~{\underline {r}}={\underline {R}}_{s}~\Leftrightarrow ~r=R_{s}.}
Or, on constate que la forme isotrope de la métrique ne présente clairement pas de singularité spatiale pour {\displaystyle ~{\underline {r}}={\underline {R}}_{s}~~;~} il semble donc que cette singularité apparente est essentiellement due à l'utilisation de la variable {\displaystyle ~r}.
♦ remarque : la comparaison avec le repérage de Lemaître semble par contre indiquer que c'est le dépassement de la vitesse {\displaystyle c} (par rapport au repérage statique) qui est à l'origine de la singularité : Lemaître considère un repérage co-mobile avec une particule en chute libre, dont la vitesse atteint (puis dépasse formellement) {\displaystyle c} au niveau de la singularité ; ce repérage évite la singularité spatiale liée à la divergence de {\displaystyle B~}, mais d'ailleurs aussi l'effet temporel lié à l'annulation de {\displaystyle A~}, justifiant l'origine du problème dans le fait que le repérage statique serait pour cela inadapté (impossibilité d'un référentiel statique pour {\displaystyle ~r<R_{s}~} car aucun corps de référence ne peut y rester immobile).

### Anomalie temporelle apparente avec la variabler
On constate en outre qu'au passage de la pseudo-singularité {\displaystyle ~A({\underline {r}})~} s'annule sans devenir négatif : la coordonnée {\displaystyle ~t~} reste une variable temporelle.
Cette différence de comportement entre {\displaystyle ~A({\underline {r}})~} isotrope et {\displaystyle ~A(r)~} classique est physiquement incompatible pour une métrique statique.
La quantité {\displaystyle A} est une propriété associée au point {\displaystyle P} de l'espace (fixe) où elle est calculée : en un point fixe la grandeur {\displaystyle ~A={\frac {d\tau ^{2}}{dt^{2}}}~} est invariante dans ce changement de coordonnée radiale. Les expressions {\displaystyle A(r)} et {\displaystyle A({\underline {r}})} diffèrent car le repérage de {\displaystyle P} utilise une variable différente, mais le résultat {\displaystyle ~A={\Big (}1-{\frac {R_{s}}{r}}{\Big )}={\Big (}{\frac {{\underline {r}}-{\underline {R}}_{s}}{{\underline {r}}+{\underline {R}}_{s}}}{\Big )}^{2}~} est le même (c'est pour cela qu'on ne note pas {\displaystyle ~{\underline {A}}}). Non ambigu pour une métrique statique, le temps durée au point {\displaystyle P} est indépendant de la façon dont on repère la position de ce point.

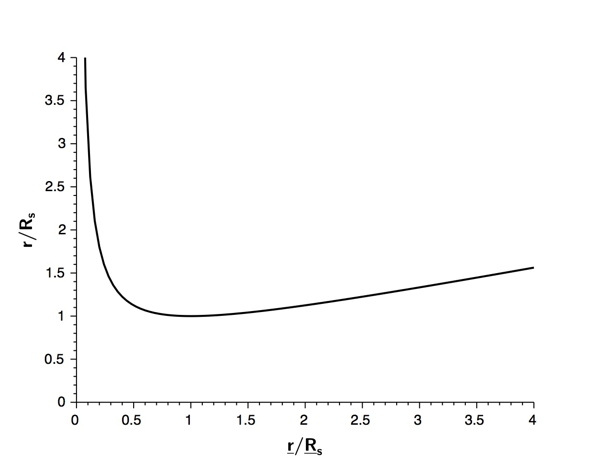
Variations (en notations réduites) de la variable radiale classique en fonction de la variable radiale isotrope.

La raison de cette différence, qui n'est qu'apparente, vient du caractère non bijectif de la relation entre {\displaystyle ~r~} et {\displaystyle ~{\underline {r}}~.~} Si on se base sur les coordonnées isotropes, alors pour {\displaystyle ~{\underline {r}}<{\underline {R}}_{s}~} (à l'intérieur de la zone singulière) on obtient {\displaystyle ~r>R_{s}~} (cf. figure 1) ; ceci conserve {\displaystyle ~A(r)>0~} et {\displaystyle ~B(r)>0,~} ainsi la coordonnée {\displaystyle ~t~} reste du genre temps et la coordonnée {\displaystyle ~r~} reste du genre espace, de même qu'avec les coordonnées isotropes.
En pratique, la variable {\displaystyle ~r~} est déterminée d'après le périmètre : {\displaystyle ~r={\frac {1}{2\pi }}\int _{0}^{2\pi }r~d\theta ={\frac {1}{2\pi }}\int _{0}^{2\pi }{\sqrt {{\underline {B}}({\underline {r}})}}~{\underline {r}}~d\theta ~} ; il s'agit d'un rayon périphérique. Or l'espace issu des équations d'Einstein dans le vide n'étant pas plat, rien ne dit a priori que cette variable {\displaystyle ~r~} est bien appropriée pour décrire l'éloignement du centre. Il peut être préférable d'utiliser un rayon intérieur {\displaystyle ~r_{int}~} : distance au centre, déterminée d'après {\displaystyle ~\int {\sqrt {{\underline {B}}({\underline {r}})}}~~d{\underline {r}}=\int \pm ~{\sqrt {B(r)}}~~dr~.~}
Or la variable {\displaystyle ~{\underline {r}}~} est partout croissante en fonction de {\displaystyle ~r_{int},~} mais en comparant aux coordonnées isotropes, la variable {\displaystyle ~r~} passe par un minimum {\displaystyle ~R_{s}~} au niveau de {\displaystyle ~{\underline {r}}={\underline {R}}_{s}~:} à cause de la forte courbure de l'espace, des sphères ayant un rayon intérieur plus petit, peuvent pourtant avoir un rayon périphérique plus grand.
Remarque : cette caractéristique inusuelle fait que les coordonnées isotropes, pourtant parfaitement solution des équations d'Einstein dans le vide, sont le plus souvent évitées lors de l'étude de l'horizon de Schwarzschild ; il est alors considéré que la partie extérieure est valide, mais que le prolongement intérieur n'est solution que par un artifice mathématique fortuit.
Rien n'interdit alors d'utiliser des coordonnées comme celles de Kruskal-Szekeres, mais pour obtenir une description équivalente à celle des coordonnées isotropes, il faut en exclure les valeurs correspondant à {\displaystyle ~r<R_{s}~~} (on peut obtenir des valeurs {\displaystyle ~r<R_{s}~} dans le prolongement de la métrique de Schwarzschild à l'intérieur d'un astre, mais c'est impossible dans le vide).
Remarque : cela s'obtient en découpant les zones (II) et (IV) décrivant {\displaystyle ~r<R_{s}~} dans le diagramme de Kruskal, puis en raccordant de part et d'autre les zones (I) et (III) décrivant {\displaystyle ~r>R_{s}~} (la zone (III) considérée par Kruskal comme extérieur 2 est considérée comme intérieur en coordonnées isotropes) ; de ce point de vue, la métrique isotrope peut être considérée comme incomplète.

### Représentation graphique d'un plan de Schwarzschild
Pour aider la compréhension des caractéristiques de cette métrique, il peut être intéressant d'en proposer une (des) représentation(s) graphique(s).
Il n'est pas possible de représenter l'espace-temps dans {\displaystyle \mathbb {R} ^{3}}, mais on peut représenter un “plan” de l'espace dans {\displaystyle \mathbb {R} ^{3}}.
En outre, une représentation de l'espace peut aussi aider à comprendre le comportement temporel puisque dans le vide {\displaystyle ~B(r)={\frac {1}{A(r)}}.}
On commence par simplifier la partie angulaire en imposant {\displaystyle ~\theta ={\frac {\pi }{2}}~} et en considérant la métrique du plan :
{\displaystyle ds^{2}=A(r)~c^{2}dt^{2}-dl^{2}~~} avec {\displaystyle ~~dl^{2}=B(r)~dr^{2}+r^{2}d\phi ^{2}.}
On cherche ensuite, en coordonnées cylindriques {\displaystyle ~(r,\phi ,z)~} dans {\displaystyle \mathbb {R} ^{3},~} une équation de surface reliant {\displaystyle ~r~} et {\displaystyle ~z~} (indépendante de {\displaystyle \phi } par symétrie), telle que sa métrique spatiale soit la même que celle de Schwarzschild.
Cela impose : {\displaystyle ~dl^{2}=dr^{2}+r^{2}d\phi ^{2}+dz^{2}~~} ; {\displaystyle ~~{\frac {r}{r-R_{s}}}dr^{2}=dr^{2}+dz^{2}.}
L'intégration donne : {\displaystyle ~{\frac {r}{R_{s}}}=1+{\Big (}{\frac {z}{2R_{s}}}{\Big )}^{2}~~;~~} il s'agit d'un paraboloïde de révolution.
Pour le cas d'un astre stable, on peut montrer que la représentation graphique équivalente à l'intérieur ressemble à une portion de sphère (exactement pour une masse volumique uniforme et très supérieure à la pression, ce qui est souvent une bonne approximation pour les petits astres, mais aussi pour de grandes structures à l'échelle cosmique). Le raccordement à la surface de l'astre se fait sans laisser apparaître la singularité,.

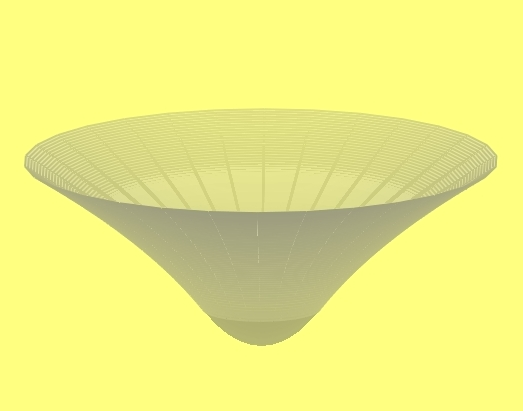
Schématisation graphique de la géométrie spatiale au voisinage d'un astre.

Pour un hypothétique trou noir considéré comme solution des équations dans le vide, non causé par un astre, la représentation graphique au delà de l'horizon n'a pas de signification en coordonnées classiques, dans la mesure où l'espace ne peut pas y être statique (la variable {\displaystyle ~r~} cesse d'être de type espace).
Avec les coordonnées isotropes, la partie au delà de l'horizon est symétrique et on obtient une allure analogue à celle d'un “trou de ver” (qui est un objet différent,).

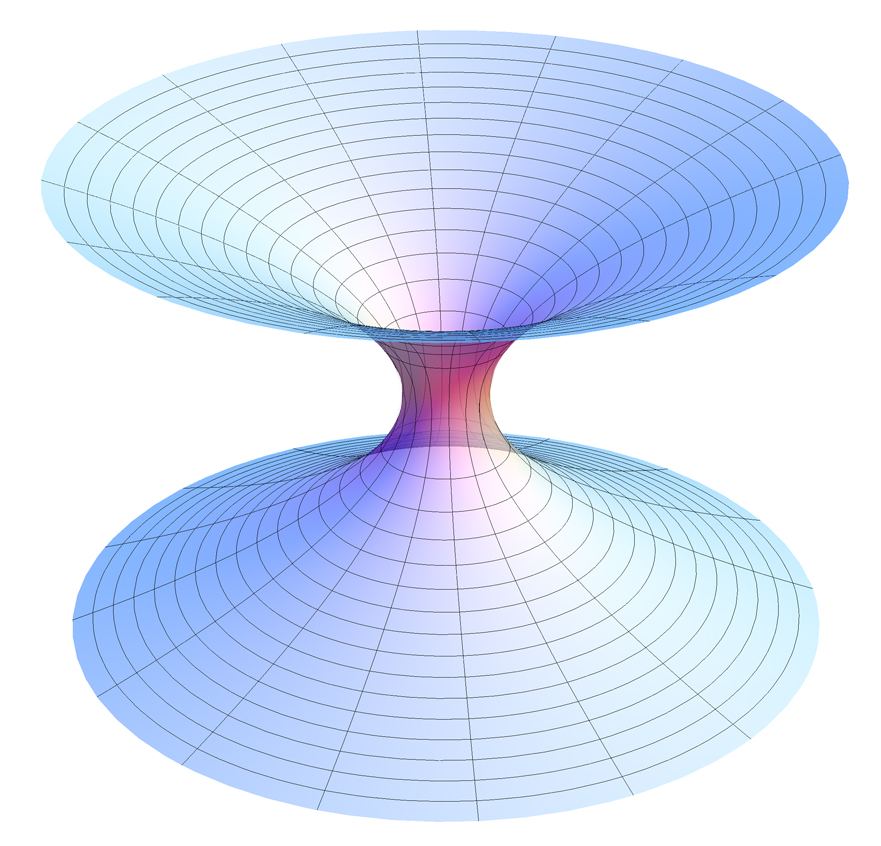
Schématisation graphique de la géométrie spatiale au voisinage d'une singularité de Schwarzschild.

Pour un hypothétique astre (instable) dont la singularité serait extérieure, la situation serait intermédiaire, avec un raccordement dans la partie inversée (impossible en coordonnées classiques).

### Gravitationrépulsivede l'autre côté de la pseudo-singularité
Citées, de façon anecdotique, dans la plupart des ouvrages de référence, les coordonnées isotropes ne sont généralement pas décrites plus en détail. Cela en partie parce qu'elles sont d'usage un peu moins pratique que les coordonnées classiques, mais aussi à cause des propriétés étranges qu'elles décrivent au delà de l'horizon des événements ; en particulier un aspect de gravitation répulsive. Seuls quelques auteurs écrivent de temps à autre des articles de vulgarisation (pour initiés), afin d'en entretenir la connaissance (utile pour montrer que l'interprétation physique des solutions mathématiques n'est pas forcément évidente).
On peut résoudre les équations du mouvement  mais il suffit de raisonner par symétrie : si, au delà de l'horizon, l'utilisation de {\displaystyle ~{\underline {r}}~} revient à augmenter à nouveau {\displaystyle ~r~} depuis {\displaystyle ~R_{s}~} jusqu'à l'infini, alors la métrique isotrope y décrit les mêmes phénomènes que la métrique classique avec ces valeurs de {\displaystyle ~r~} : un effet gravitationnel symétrique par rapport à l'horizon.
Ainsi la gravitation serait répulsive de l'autre côté de la singularité, ou bien dit autrement : l'attraction y serait dans l'autre sens, toujours vers la singularité (c'est-à-dire orientée dans le sens où les lignes de champ se resserrent).
Ceci rendrait impossible la formation d'un trou-noir stellaire statique (astre dont la singularité serait extérieure) : par continuité, la matière en surface subirait un champ répulsif, puisque voisin de celui dans le vide juste au dessus, donc elle serait éjectée (et cela jusqu'à ce que cessent les conditions donnant lieu à l'effondrement, ou que toute la matière de l'astre ait été éjectée en supernova).
Cela est sans rapport avec les autres raisons pouvant faire douter de l'existence des trous noirs ; en particulier l'équilibre thermodynamique d'une étoile semble imposer une limitation de la singularité à un maximum d'environ 50 % à 70 % (selon les modèles) de la taille de l'étoile, donc toujours à l'intérieur.

### Singularitétemporelle
La métrique de Schwarzschild ne présente pas de singularité spatio-temporelle pour {\displaystyle ~r=R_{s}~} du fait que le déterminant {\displaystyle -r^{4}sin^{2}(\theta )~} de sa matrice est non nul pour cette valeur. Cette singularité est donc due simplement aux coordonnées choisies, et un référentiel mieux adapté peut éviter ce problème purement mathématique.
L'annulation du coefficient de {\displaystyle ~dt^{2}~} au niveau du rayon de Schwarzschild a par contre des propriétés singulières. En particulier le temps ne s'y écoule pas aux yeux d'un observateur lointain. Aux yeux de ce même observateur, les corps en chute vers le rayon de Schwarzschild s'en approchent de manière asymptotique (suivant une loi exponentielle du temps) sans jamais l'atteindre, et la durée de la chute est alors infinie.

### Inconvénients du repérageisotrope
Les quelques exemples qui précèdent indiquent que la représentation isotrope correspond à un espace physique différent de celui décrit par les coordonnées classiques. Dans la mesure où l'application de la méthode de Lemaître conduit à conclure à un effondrement, contrairement à ce que prévoit le repérage isotrope (avec une gravitation répulsive de l'autre côté, il prévoit des oscillations de part et d'autre le l'horizon, de période paraissant infinie pour les observateurs éloignés), on en déduit généralement qu'il s'agit d'un artifice mathématique et que les coordonnées isotropes sont inadaptées.
Il est toutefois possible d'appliquer aux coordonnées isotropes une transformation “de type Lemaître" modifiée pour être compatible avec ces coordonnées (la vitesse d'effondrement atteignant c au niveau de l'horizon, puis diminuant symétriquement) ; il s'agit donc bien d'une description mathématique cohérente d'un autre espace physique. Il est difficile d'imaginer des tests expérimentaux permettant de les discriminer.